# Bisericile ortodoxe
Bisericile ortodoxe sunt bisericile care recunosc doar primele șapte concilii ecumenice, fiind denumite de aceea și Biserici ale celor șapte concilii. Împreună ele alcătuiesc  Ortodoxia. Nu toate bisericile ortodoxe sunt recunoscute ca atare de celelalte biserici ortodoxe. În comuniune sunt doar bisericile autocefale cu cele autonome, pe când cele necanonice sunt excluse de la uniunea mutuală.

## Bisericile autocefale
Bisericile autocefale sunt bisericile ordodoxe independente, conduse de un mitropolit sau patriarh.
Aceste biserici sunt (în ordine alfabetică):
- Biserica Ortodoxă Albaneză
- Biserica Ortodoxă a Alexandriei
- Biserica Ortodoxă a Antiohiei
- Biserica Ortodoxă Bulgară
- Biserica Ortodoxă a Cehiei și a Slovaciei
- Biserica Ortodoxă a Ciprului
- Biserica Ortodoxă a Georgiei
- Patriarhia Ecumenică a Constantinopolului
- Biserica Ortodoxă Greacă
- Biserica Ortodoxă a Ierusalimului
- Biserica Ortodoxă a Macedoniei de Nord („Arhiepiscopia Ohridei și a Macedoniei de Nord”)[1]
- Biserica Ortodoxă Poloneză
- Biserica Ortodoxă Română
- Biserica Ortodoxă Rusă
- Biserica Ortodoxă Sârbă
- Biserica Ortodoxă a Ucrainei (nu este recunoscută de toate Bisericile)

## Biserici autonome
Bisericile autonome sunt bisericile ortodoxe aflate sub autoritatea unor biserici ortodoxe autocefale.
Aceste biserici sunt:
- sub autoritatea Bisericii Ortodoxe a Constantinopolului:
  - Biserica Ortodoxă Finlandeză;
  - cea Coreeană;
  - cea Estonă;
  - cea a Cretei.
- sub autoritatea Patriarhiei moscovite:
  - Biserica Ortodoxă Chineză;
  - cea Japoneză;
  - cea Americană;
  - cea Letonă;
  - cea Rusă din afara Rusiei;
  - Mitropolia Chișinăului și a întregii Moldove.
- Biserica Ortodoxă Sinaită (sub autoritatea Bisericii Ortodoxe a Ierusalimului)
- Biserica Ortodoxă Muntenegreană (sub autoritatea Bisericii Ortodoxe Sârbe)
- Mitropolia Basarabiei (sub autoritatea Patriarhiei române).

## Biserici în diasporă
Bisericile în diasporă sunt bisericile ortodoxe ce au rupt legătura cu Biserica-mamă, dar au rămas în comuniune liturgică cu cele autocefale și autonome.
Aceste biserici sunt:
- Biserica Ortodoxă Albaneză din America (ruptă de Biserica Ortodoxă Albaneză)
- Biserica Ortodoxă Carpato-Rusă din America, cea Ucraineană din Canada și cea Ucraineană din SUA (toate rupte de Biserica Ortodoxă a Constantinopolului)
- Biserica Ortodoxă a Antiohiei din America de Nord (ruptă de Biserica Ortodoxă a Alexandriei)

## Biserici necanonice
Bisericile necanonice sunt bisericile ortodoxe care se abat de la canonul stabilit de restul bisericilor ortodoxe, rupând comuniunea cu ele.
Aceste biserici sunt:
- Biserica Ortodoxă de Rit Vechi din Rusia
- Biserica Ortodoxă de Stil Vechi din România
- Biserica Ortodoxă de Rit Vechi din Bulgaria
- Biserica Ortodoxă de Rit Vechi din Grecia
- Biserica Ortodoxă Rusă de Rit Vechi din România (Biserica Lipovenilor)